# Многоразовый подгузник

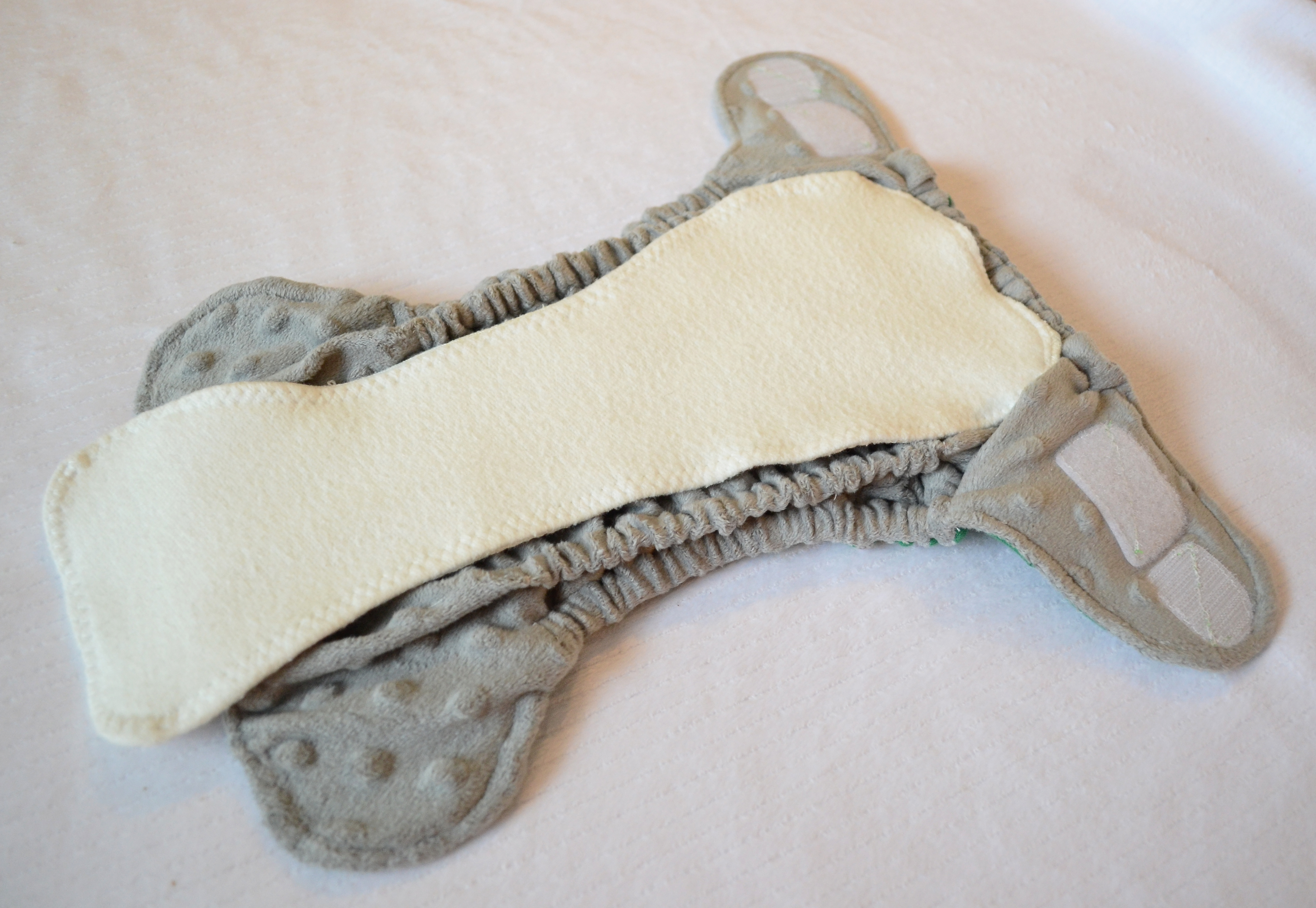
Вариант многоразового подгузника со сменной прокладкой

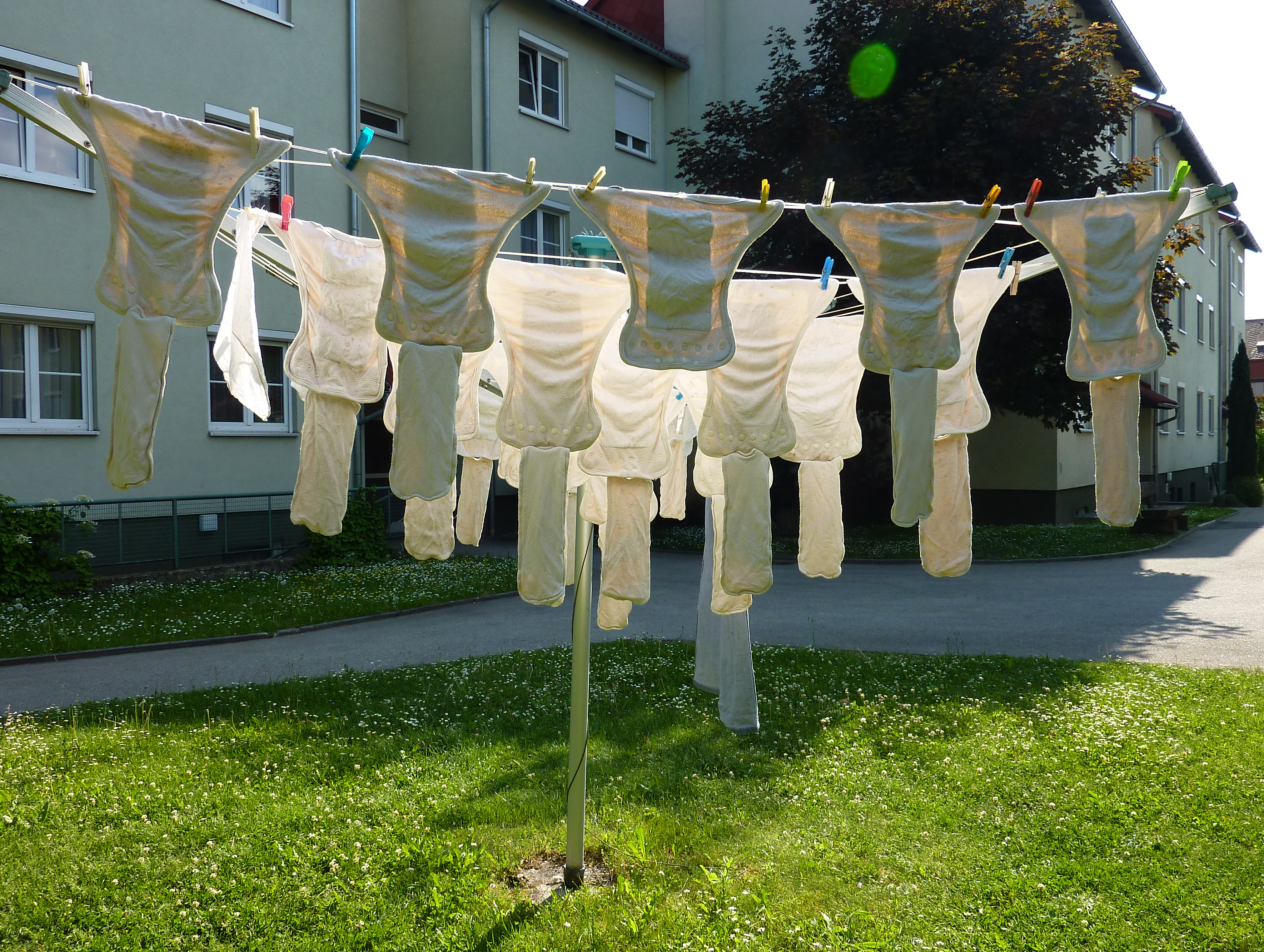
Выстиранные многоразовые подгузники

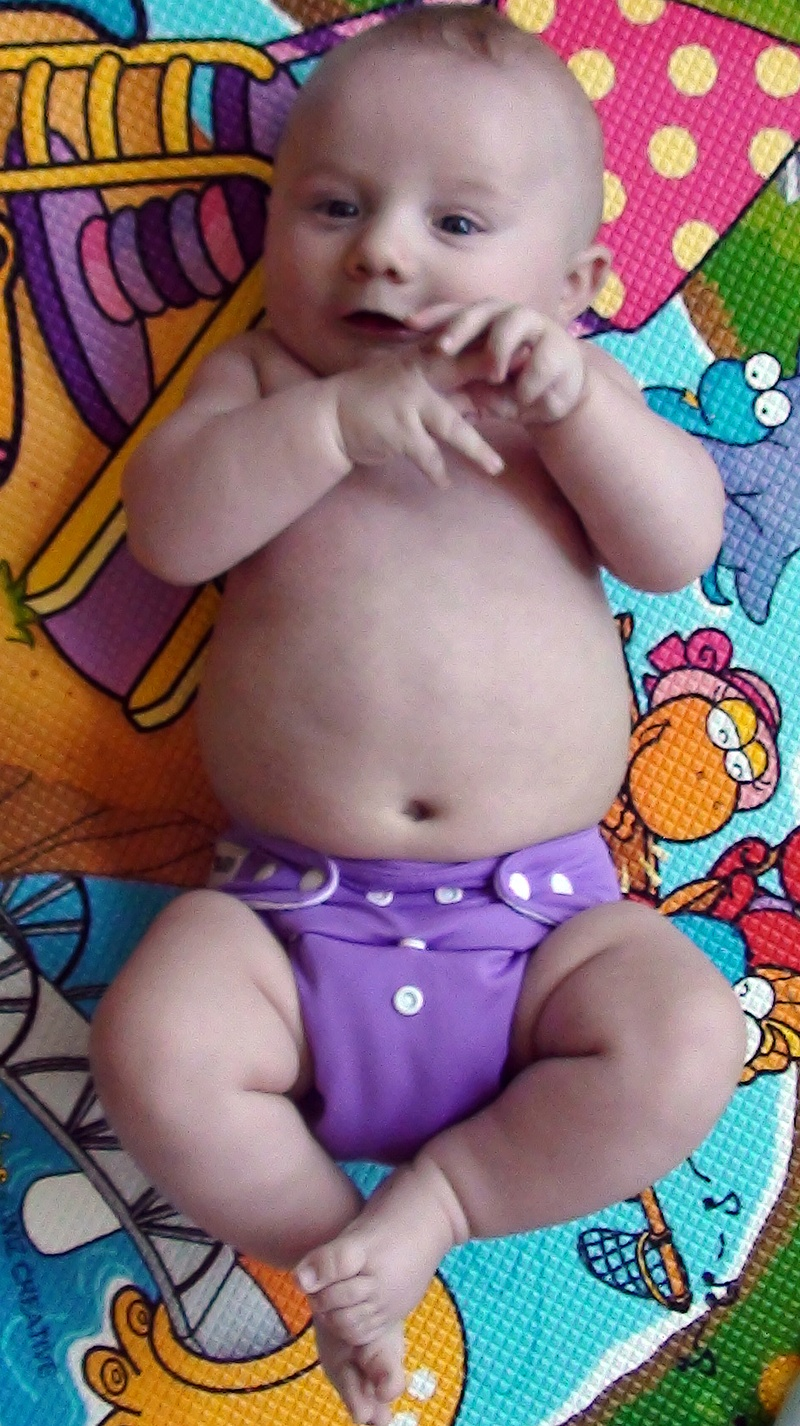
Ребёнок в многоразовом подгузнике

Многоразовый подгузник являются альтернативой одноразовому подгузнику, выполняют функцию сдерживания и поглощения мочи и кала, тем самым не давая загрязняться верхней одежде.

## Материалы для изготовления
Детские многоразовые подгузники обычно состоят из трёх слоев:
- внешний слой может быть как из натуральных, так и искусственных материалов таких, как: бамбуковая ткань, хлопок, телирен, полиэстер.
- слой ламинации бывает двух видов: PUL (Polyurethane laminated fabric) — специальный материал, созданный для использования там, где необходимо задержать влагу и провести воздух. За счёт своих свойств, предотвращает растягивание ткани, не даёт усадку, тонкий и нежный, быстро сохнет после стирки. Вещества, которые используются для ламинации PUL в инертном состоянии (до +200 градусов) абсолютно безвредны, что позволяет использовать её для производства изделий для малышей, в том числе и для новорождённых детей. И TPU — (Thermoplastic Polyurethane) — это ламинация ткани посредством высоких температур, без использования химических веществ, экологически чистый продукт (биоразлагаемый), мягкий и гибкий.
- внутренний слой может быть: микрофлис — синтетическое микроволокно, изготовлено из 100 % полиэстера. Материал был изначально изобретён как заменитель шерсти, активно используется в изготовлении детской одежды. Микрозамша (suede cloth) — самая тонкая выделка флиса, изготовлена из 100 % полиэстера. Обладает хорошими дышащими свойствами, отводит влагу и сохраняет кожу ребёнка сухой. Бамбуковый угольный флис (bamboo charcoal carbon fleece) — разновидность флиса изготовленная из комбинации полиэстера и натуральных волокон бамбука с нанесением микрочастиц бамбукового древесного угля.

## Размеры детских многоразовых подгузников
Размер детских многоразовых подгузников универсальный и регулируется кнопками или липучками. Подгузник подходит для детей весом от 3 до 16 кг.

## Экономическая актуальность многоразовых подгузников
Цена на одноразовые подгузники растет с возрастом ребенка. Относительно дешёвые одноразовые подгузники чаще всего вызывают аллергическую реакцию на коже малышей, или от одноразовых подгузников появляются опрелости. 
В среднем годовалый ребенок в сутки использует от 8 до 15 одноразовых подгузников. Бывают одноразовые подгузники, которые за один маленький стул ребенка наполняется, сильно набухают и шарик между ног не дает ребенку свободно двигаться. 
| Виды подгузников       | Количество в день | Затраты в день*            | Затраты в месяц*  | Затраты в год*             |
| Одноразовый подгузник  | 8-15              | 2 100-4 000 тг (262 тг/шт) | 65 100-124 000 тг | 780 000-1 488 000 тг       |
| Многоразовый подгузник | 10-15             | 17 000-25 500 тг           | 17 000-25 500 тг  | 17 000-25 500 тг[уточнить] |

*-Все расходы указаны в тенге (Казахстанский тенге).
Многоразовый подгузник помогает родителям экономить семейный бюджет. Многоразовый подгузник так же способствует легкому приучению ребенка к горшку.

## Плюсы и минусы
Преимущества:
- Экономичность — комплекта из 5-6 подгузников и 15-20 вкладышей хватает на весь период младенчества (от 0 до 3-х лет).
- Безопасность — в отличие от популярных одноразовых подгузников, многоразовые не приводят к опрелостям и раздражениям на нежной коже малыша, они гипоаллергенны и полностью экологичны.
- Удобство и комфорт — в отличие от пелёнок, многоразовые подгузники просты и удобны в использовании.

Минусы:
К минусам можно отнести то, что одноразовые подгузники имеют лучшую впитываемость и могут содержать в себе больше влаги. Требуется хранить использованное до стирки, стирать, сушить, гладить.